# Parc Nacional de Jostedalsbreen
El Parc Nacional de Jostedalsbreen (en noruec: Jostedalsbreen nasjonalpark) és un parc nacional de Noruega, que abasta la glacera més gran de l'Europa continental, Jostedalsbreen. El parc va ser establert per decret reial el 25 d'octubre de 1991, i el 1998 va ser ampliat cap al nord-oest. El parc cobreix actualment 1.310 quilòmetres quadrats, amb les glaceres que cobreixen al voltant de 800 quilòmetres quadrats del parc.
El parc es troba als municipis de Luster, Balestrand, Jølster, Sogndal, Gloppen, Førde, i Stryn, tots situats a Sogn og Fjordane. Hi ha tres museus i centres de visitants a Jostedal, a Oppstryn (Stryn) i aFjærland.
El pic més alt del parc és el Lodalskåpa, amb 2.083 metres d'alçada. El punt més alt de la glacera, Brenibba, es troba a 2.018 metres sobre el nivell del mar, mentre que el seu punt més baix és de 350 metres sobre el nivell del mar. La glacera s'ha reduït als darrers anys, i hi ha ruïnes de granges que van ser engolides per la glacera el 1750.

## Nom
El parc duu el nom de la glacera principal situat al mateix, Jostedalsbreen. El primer element d'aquest nom és el nom de l'antic municipi de Jostedal, i l'últim element és la forma finita de la paraula "glacera".